# DisplayPort
DisplayPort — стандарт сигнального интерфейса для цифровых мониторов. Принят VESA (Video Electronics Standard Association) в мае 2006 года; новейшая версия 2.1a представлена 8 января 2024 года.
DisplayPort предполагается к использованию в качестве наиболее современного интерфейса соединения аудио- и видеоаппаратуры, в первую очередь для соединения компьютера с дисплеем или компьютера и систем домашнего кинотеатра. Имеет свой логотип и торговую марку.

## Технические характеристики
DisplayPort имеет пропускную способность вдвое большую, чем Dual-Link DVI, низкое напряжение питания (3,3 В, вместо 5 В, используемых в DVI и HDMI) и низкие посторонние наводки[уточнить].
Технология, реализованная в DisplayPort, позволяет передавать одновременно как графические, так и аудиосигналы, максимальная длина кабеля DisplayPort составляет 15 метров.
Основное отличие от HDMI — чуть более широкий канал для передачи данных (10,8 Гбит/с вместо 10,2 Гбит/с).
DisplayPort 1.2 имеет максимальную скорость передачи данных 21,6 Гбит/с на расстоянии до 3 метров, что больше, чем HDMI Type B (2x10,2 Гбит/c). Также поддерживает несколько независимых потоков, пропускная способность вспомогательного канала в стандарте увеличена с 1 до 720 Мбит/с.
Таким образом, через интерфейс DisplayPort 1.2 можно подключить до двух мониторов, воспроизводящих картинку размером 2560х1600 точек с частотой 60 Гц, либо до четырёх мониторов с разрешением 1920х1200 точек. При использовании одиночного монитора поддерживаемое разрешение возрастает до 3840х2400 точек с частотой 60 Гц, монитор с поддержкой частоты обновления 120—165 Гц поддерживается при разрешениях до 2560х1600 точек. Это позволяет стандарту DisplayPort 1.2 работать с технологиями построения стереоскопического изображения.
Поддерживает HDCP (High-bandwidth Digital Content Protection — «защита широкополосного цифрового содержимого») версии 1.3.
Помимо HDCP, реализована технология DPCP (англ. DisplayPort Content Protection — «защита содержимого DisplayPort»), технология защиты медиаконтента, разработанная компанией AMD, основанная на 128-битном AES-шифровании, предназначенная для предотвращения незаконного копирования видеосигнала, передаваемого через интерфейс DisplayPort. Является аналогом HDCP, но предназначена исключительно для DisplayPort. Данная технология присутствует во всех версиях DisplayPort.

### Ограничения по частоте и разрешению для DisplayPort
| Формат видео       | Формат видео  | Формат видео            | Формат видео                     | Версия DisplayPort / Максимальная пропускная способность | Версия DisplayPort / Максимальная пропускная способность | Версия DisplayPort / Максимальная пропускная способность | Версия DisplayPort / Максимальная пропускная способность | Версия DisplayPort / Максимальная пропускная способность |
| Сокращенно         | Разрешение    | Частота обновления (Гц) | Требуемая пропускная способность | 1.0—1.1a                                                 | 1.2—1.2a                                                 | 1.3                                                      | 1.4                                                      | 2.0—2.1a                                                 |
| Сокращенно         | Разрешение    | Частота обновления (Гц) | Требуемая пропускная способность | 8,64 Гбит/с                                              | 17,28 Гбит/с                                             | 25,92 Гбит/с                                             | 25,92 Гбит/с                                             | 77,37 Гбит/с                                             |
| ------------------ | ------------- | ----------------------- | -------------------------------- | -------------------------------------------------------- | -------------------------------------------------------- | -------------------------------------------------------- | -------------------------------------------------------- | -------------------------------------------------------- |
| 1080p              | 1920 × 1080   | 30                      | 1,58 Гбит/с                      | Да                                                       | Да                                                       | Да                                                       | Да                                                       | Да                                                       |
| 1080p              | 1920 × 1080   | 60                      | 3,20 Гбит/с                      | Да                                                       | Да                                                       | Да                                                       | Да                                                       | Да                                                       |
| 1080p              | 1920 × 1080   | 120                     | 6,59 Гбит/с                      | Да                                                       | Да                                                       | Да                                                       | Да                                                       | Да                                                       |
| 1080p              | 1920 × 1080   | 144                     | 8,00 Гбит/с                      | Да                                                       | Да                                                       | Да                                                       | Да                                                       | Да                                                       |
| 1080p              | 1920 × 1080   | 240                     | 14,00 Гбит/с                     | Нет                                                      | Да                                                       | Да                                                       | Да                                                       | Да                                                       |
| 1440p              | 2560 × 1440   | 30                      | 2,78 Гбит/с                      | Да                                                       | Да                                                       | Да                                                       | Да                                                       | Да                                                       |
| 1440p              | 2560 × 1440   | 60                      | 5,63 Гбит/с                      | Да                                                       | Да                                                       | Да                                                       | Да                                                       | Да                                                       |
| 1440p              | 2560 × 1440   | 75                      | 7,09 Гбит/с                      | Да                                                       | Да                                                       | Да                                                       | Да                                                       | Да                                                       |
| 1440p              | 2560 × 1440   | 120                     | 11,59 Гбит/с                     | Нет                                                      | Да                                                       | Да                                                       | Да                                                       | Да                                                       |
| 1440p              | 2560 × 1440   | 144                     | 14,08 Гбит/с                     | Нет                                                      | Да                                                       | Да                                                       | Да                                                       | Да                                                       |
| 1440p              | 2560 × 1440   | 165                     | 16,30 Гбит/с                     | Нет                                                      | Да                                                       | Да                                                       | Да                                                       | Да                                                       |
| 1440p              | 2560 × 1440   | 240                     | 24,62 Гбит/с                     | Нет                                                      | Нет                                                      | Да                                                       | Да                                                       | Да                                                       |
| 4K                 | 3840 × 2160   | 30                      | 6,18 Гбит/с                      | Да                                                       | Да                                                       | Да                                                       | Да                                                       | Да                                                       |
| 4K                 | 3840 × 2160   | 60                      | 12,54 Гбит/с                     | Нет                                                      | Да                                                       | Да                                                       | Да                                                       | Да                                                       |
| 4K                 | 3840 × 2160   | 75                      | 15,79 Гбит/с                     | Нет                                                      | Да                                                       | Да                                                       | Да                                                       | Да                                                       |
| 4K                 | 3840 × 2160   | 120                     | 25,82 Гбит/с                     | Нет                                                      | Нет                                                      | Да                                                       | Да                                                       | Да                                                       |
| 4K                 | 3840 × 2160   | 144                     | 31,35 Гбит/с                     | Нет                                                      | Нет                                                      | Нет                                                      | Со сжатием                                               | Да                                                       |
| 4K                 | 3840 × 2160   | 240                     | 54,84 Гбит/с                     | Нет                                                      | Нет                                                      | Нет                                                      | Со сжатием                                               | Да                                                       |
| 5K                 | 5120 × 2880   | 30                      | 10,94 Гбит/с                     | Нет                                                      | Да                                                       | Да                                                       | Да                                                       | Да                                                       |
| 5K                 | 5120 × 2880   | 60                      | 22,18 Гбит/с                     | Нет                                                      | Нет                                                      | Да                                                       | Да                                                       | Да                                                       |
| 5K                 | 5120 × 2880   | 120                     | 45,66 Гбит/с                     | Нет                                                      | Нет                                                      | Нет                                                      | Со сжатием                                               | Да                                                       |
| 8K                 | 7680 × 4320   | 30                      | 24,48 Гбит/с                     | Нет                                                      | Нет                                                      | Да                                                       | Да                                                       | Да                                                       |
| 8K                 | 7680 × 4320   | 60                      | 49,65 Гбит/с                     | Нет                                                      | Нет                                                      | Нет                                                      | Со сжатием                                               | Да                                                       |
| 10K                | 10 240 × 5760 | 30                      | 32,64 Гбит/с                     | Нет                                                      | Нет                                                      | Нет                                                      | Со сжатием                                               | Да                                                       |
| 10K                | 10 240 × 5760 | 60                      | 65,28 Гбит/с                     | Нет                                                      | Нет                                                      | Нет                                                      | Нет                                                      | Да                                                       |
| 16K                | 15 360 × 8640 | 30                      | 47,94 Гбит/с                     | Нет                                                      | Нет                                                      | Нет                                                      | Со сжатием                                               | Да                                                       |
| 16K                | 15 360 × 8640 | 60                      | 95,88 Гбит/с                     | Нет                                                      | Нет                                                      | Нет                                                      | Нет                                                      | Со сжатием                                               |
|                    |               |                         |                                  | 1.0—1.1a                                                 | 1.2—1.2a                                                 | 1.3                                                      | 1.4                                                      | 2.0—2.1a                                                 |
| Версия DisplayPort |               |                         |                                  |                                                          |                                                          |                                                          |                                                          |                                                          |

1. 1 2 3 4  С использованием кодирования 8b/10b, пропускная способность в 10,8, 21,6, 32,4 Гбит/с позволяет передавать данные со скоростью 8,64, 17,28, и 25,92 Гбит/с соответственно
2. 1 2 3 4 5 6 7  Требует использования технологии «Display Stream Compression» (DSC)

## Производство
Первые компьютеры и мониторы с поддержкой DisplayPort поступили в продажу в 2008 году.
До лета 2011 года DisplayPort (с уменьшенными в размере разъёмами Mini DisplayPort) был стандартом для новых продуктов семейства Apple Macintosh. Мониторы Apple LED Cinema Display поддерживали исключительно вход DisplayPort. Компьютеры MacBook, MacBook Pro, MacBook Air имели выход DisplayPort, к которому через специальный адаптер может также подключаться монитор DVI или VGA. Компьютеры Mac mini имели выходы DisplayPort и DVI. Модели, начиная с 2010 года, имели выходы HDMI и Mini DisplayPort. К настоящему времени Mini DisplayPort заменён на аналогичный по внешнему виду разъём Thunderbolt, который является обратно совместимым с ним, однако предлагает гораздо большие возможности для использования.
DisplayPort поддерживают такие известные производители, как Acer, AMD, Asus, Apple, Analogix, ASRock, BenQ, Dell, Fujitsu, Genesis Microchip, Gigabyte, Hewlett-Packard, Hosiden Corporation, Intel, Integrated Device Technology, Lenovo, LG Display, Luxtera, Molex, NEC, Nvidia, NXP Semiconductors, Palit, Panasonic, Parade Technologies, Philips, Quantum Data, Samsung, Texas Instruments, Tyco Electronics.

## Различия между DisplayPort иHDMI
- DisplayPort имеет механизм надёжной фиксации штекера в гнезде (благодаря механической кнопке-защёлке на штекере). Такое конструктивное решение даёт ощутимые преимущества при эксплуатации порта при гравитационных и вибрационных нагрузках.
- Ранее DisplayPort не предполагал каких-либо выплат[4], но с 5 марта 2015 года выплаты составляют 20 центов за каждое устройство[5]. Производители устройств с HDMI выплачивают ежегодно 10 000 долларов, плюс минимум 4 цента за каждое устройство (15 центов, если не указан логотип HDMI на продукте и в рекламных материалах)[6].
- DisplayPort не требует наличия DRM, а в HDMI его наличие обязательно.
- Новая версия стандарта DisplayPort 2.0 (2.1) имеет более высокую пропускную способность (77,37 Гбит/с), что позволяет передавать сигнал с частотой 60 Гц при разрешении 15 360 x 8640 пикселей (в разрешении 16K), позволяя достигать более высоких частот обновления экрана при более низких разрешениях и даже выходить за рамки HDMI 2.1, у которого скорость передачи ограничена 48 Гбит/с[7].

## DisplayPort Dual-Mode (DP++)
Порт двойного назначения, имеющий возможность параллельного вывода сигнала HDMI/DVI. Для подключения источника DisplayPort к устройству HDMI требуется пассивный адаптер (переходник).
Режим Dual-Mode является дополнительной функцией, поэтому не все источники DisplayPort обязательно поддерживают пассивные адаптеры DVI/HDMI, хотя на практике это делают почти все устройства.
Хотя цифровой сигнал, передаваемый портом DP в режиме Dual-Mode, полностью имитирует сигнал TMDS, электрически сигнал передаётся при собственном напряжении DisplayPort (3,3 В) вместо 5 В, используемых в DVI и HDMI. В результате даже пассивные переходники и кабели для режима DP++ должны содержать повышающий преобразователь напряжения, что поднимает вопрос о том, можно ли их называть пассивными. Кроме того, наличие преобразователя напряжения увеличивает стоимость кабелей и переходников и уменьшает их надёжность из-за сложной внутренней схемы разводки и большего количества точек пайки. Особенно низкая надёжность наблюдается у кабелей DP-HDMI и DP-DVI, в которых компактный преобразователь встроен прямо в штекер.
Кроме того, от качества и скорости работы преобразователя напряжения зависит пропускная способность кабеля, а значит и максимальное разрешение картинки и частота её обновления.
Стоит понимать, что в обратном случае, если источник изображения (видеокарта) имеет разъём HDMI, а приёмник (монитор) — разъём DisplayPort, одного преобразователя напряжения не хватит для вывода картинки. Для таких ситуаций в адаптер должен быть также встроен конвертер видеосигнала из HDMI в DisplayPort.

## DisplayPort Alternate Mode
DisplayPort Alternate Mode (Alt Mode) позволяет с помощью обычного разъёма USB Type-C передавать аудио-/видеоданные на скоростях, характерных для интерфейса DisplayPort, а также обеспечивать поддержку подключения мониторов с разрешением 4K и выше, передачу сигналов USB 3.2 и до 100 Вт мощности по одному кабелю. Данный режим вывода активно применяется в смартфонах, планшетах и ноутбуках, в которых габариты не позволяют уместить достаточное количество полноценных USB-A, DisplayPort, HDMI и т. д.
Примеры устройств: Valve Steam Deck, MacBook, Chromebook Pixel, Surface book 2, Samsung Galaxy Tab S4 и новее, Samsung Galaxy S8 и новее, iPad Pro (3-го поколения), HTC 10/U Ultra/U11/U12+, Huawei Mate 10/20/30, LG V20/V30/V40/V50, OnePlus 7 и новее, ROG Phone, Sony Xperia 1/5 и др.

## Multi-Stream Transport (MST)
Multi-Stream Transport позволяет одному порту управлять несколькими независимыми мониторами одновременно. Мониторы могут быть подключены через хаб или по цепочке.